# Rycerowe Stawki

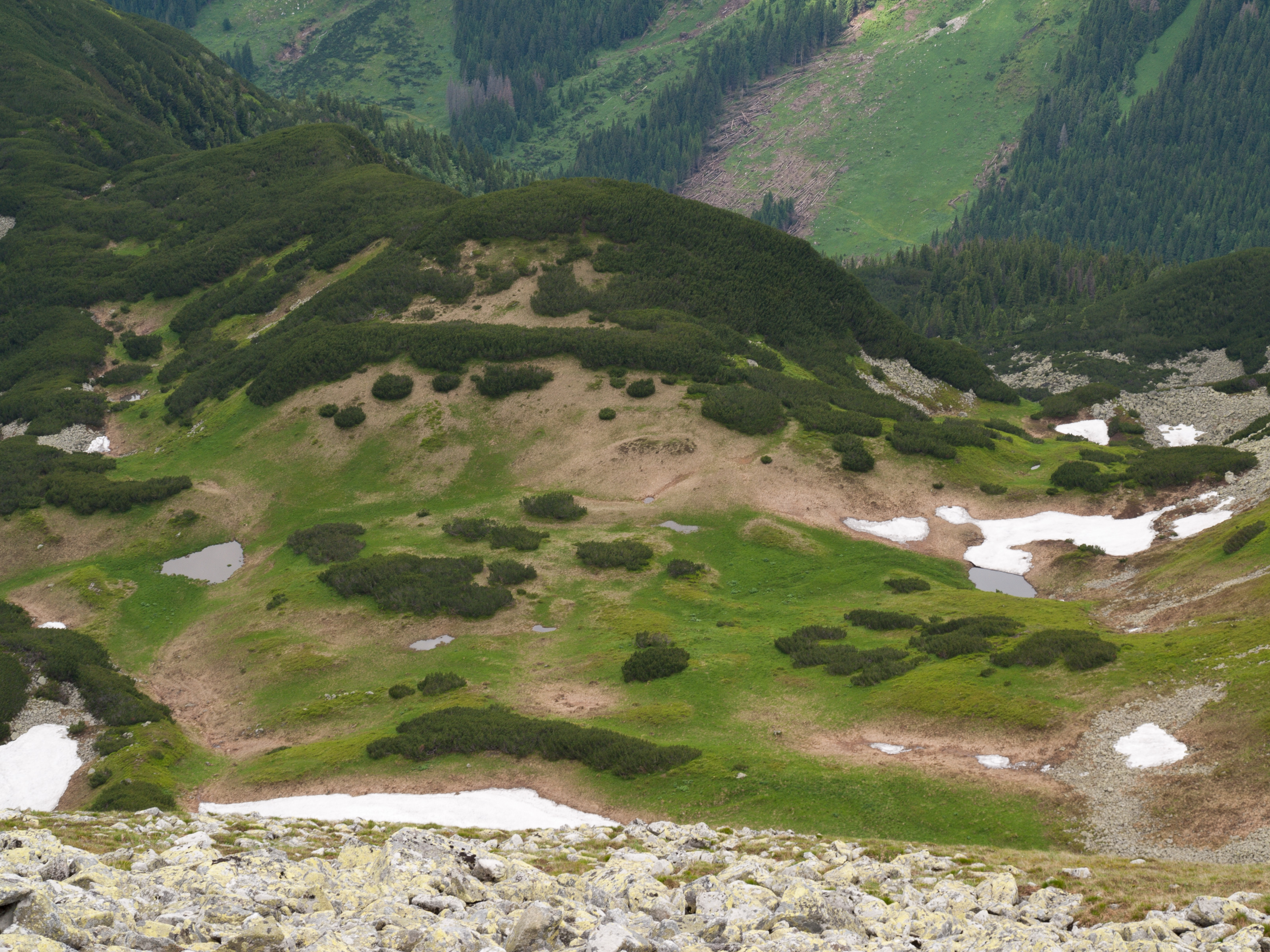
Rycerowe Stawki – widoczne trzy z czterech prawdopodobnie stałych jeziorek (czwarte pod śniegiem)

Rycerowe Stawki – cztery niewielkie stawki w Kopach Liptowskich w słowackich Tatrach. Znajdują się na dnie kotła lodowcowego Małe Rycerowe, powyżej zwartego łanu kosodrzewiny, na wysokości od 1719 do 1745 m. Prawdopodobnie nie są to stawki okresowe, przynajmniej największy z nich jest zbiornikiem stałym; w wyjątkowo suchym październiku 2000 r. miał wymiary 10 × 15 m i głębokość 1 m.
Po raz pierwszy opisał je Władysław Cywiński w 2005 r. w przewodniku wspinaczkowym Tatry. Szpiglasowy Wierch. Wcześniej nie były ujmowane w przewodnikach tatrzańskich, ani zaznaczane na mapach. Małe Rycerowe odwiedzane jest przez ludzi bardzo rzadko i to mogło być przyczyną niedostrzeżenia tych stawków. 
Małe Rycerowe odwadniane jest Małym Rycerowym Potokiem (Malẏ Licierov potok) uchodzącym do Cichej Wody w pobliżu Rozdroża pod Kasprowym.